# Костел Святого Йоана Хрестителя (Ізяслав)
Костел Святого Йоана Хрестителя або Фарний костел  — найдавніша християнська культова споруда міста Заслава на Волині, усипальниця князів Заславських. Протягом 1941—1943 років Собор Святого Володимира Української Автокефальної Православної Церкви. Зруйнований комуністами за часів радянського панування в другій половині ХХ століття.
Пам'ятка національного значення, охоронний номер 759/0.

## Історія
Заснований (початок зведення 24 червня 1599 р.) князем Янушем Заславським (бл. 1556 — 4.VIII.1629) і його дружиною княжною Олександрою Романівною Санґушківною († 1602) разом з будинками школи, шпиталю і плебанії для священиків, коштом міської оренди у Старому Заславі. На власність парафії передавалося село Збирів. Згідно з фундушем Януша Заславського при храмі повинні були утримуватися три священики. Будувався за проєктом швейцарського архітектора Якопо Мадлена у відповідності до ренесансної архітектурної традиції.
Як свідчить інвентар Старозаславського замку на 1622 рік спорудження святині тривало.
Стараннями сина Януша Заславського Олександра Заславського (1581—1629) у 1630-х до костелу було перенесено труни з тілами представників родини з колишнього ктиторського храму монастиря Пресвятої Трійці у Старому Заславі, на місці якого протягом 1604—1630 років, було збудовано костел Святого Михайла та монастир оо. Бернардинів.
1643 року храм згорів.
У часи національної революції середини XVII століття був пограбований козацькими військами, поховання князів Заславських було спаплюжено.
У 1720—1723 храм відремонтовано, богослужіння поновлено.
У 1754—1756 з ініціативи Барбари Санґушкової (1718—1791) ремонтні роботи проведено ретельніше, за участі придворного архітектора Паоло Фонтана.
1760 року при церкві збудовано флігель

.
1776 року в усипальниці костелу було поховано князя Януша Олександра Санґушка. Згодом там поховали князя Януша Санґушка, його дружину княгиню Анелю Санґушкову, князя Карла Санґушка (1779—1840).
1884 року в храмі було поховано австрійського таємного радника Юзефа Адама Жищевського.
1929 року внаслідок загострення стосунків Другої Речі Посполитої і СРСР костел закрили (три роки стояв пусткою). 1932 року костел перетворено на «Музей релігії та атеїзму», офіційно — Ізяславський краєзнавчий музей..
В часі Другої світової війни (1941—1943 роки) при храмі діяла парафія Української Автокефальної Православної Церкви. На початку серпня 1943 року у соборі Святого Володимира, як тоді називався храм, відбулася відправа за участю керуючого Рівненсько-Крем'янецькою єпархією владики Платона (Артемюка), що зібрала більше п'яти тисяч віруючих. 8 серпня 1943 року церкву намагалися захопити священики-москвофіли на чолі з заславським благочинним-автономістом о. Михайлом Семенюком, однак парафіяни стали на заваді здійсненню їхнього задуму.

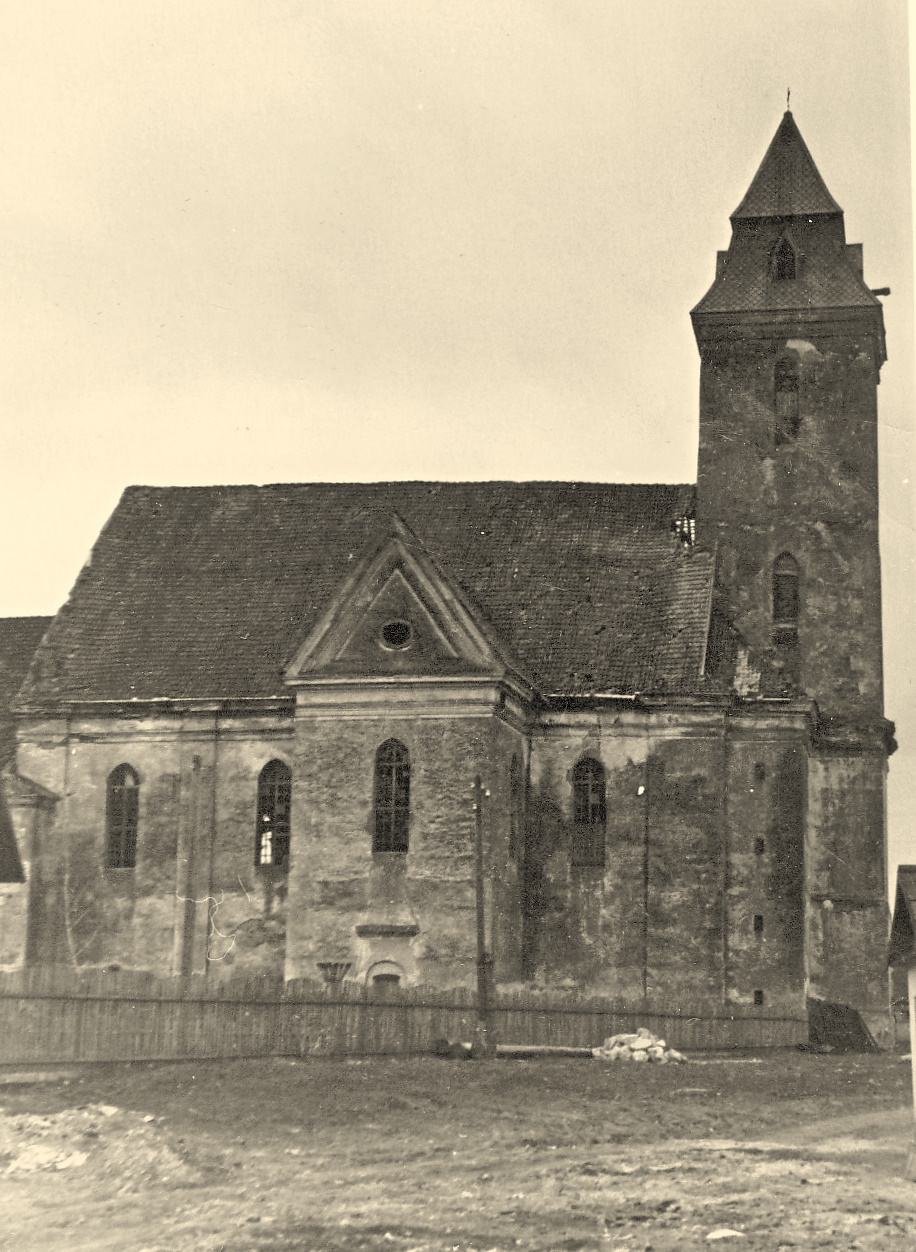
Катедра у 1950-х

З поверненням комуністів в стінах святині 1944—1950 поновлено діяльність музею.
1950 року музей ліквідовано, приміщення храму передано Ізяславській машинно-тракторній станції.
Вежу храму перетворено на водонапірну башту, як наслідок підмито вежовий фундамент, костел почав розколюватися. У 1960-х роках над базилікою почав завалюватися дах.
У 1984 році внаслідок підпалу було знищено шатро на вежі храму.
Нині пам'ятка знаходиться в жалюгідному стані. Дах знищено повністю, перекриття, окрім апсиди і першого поверху захристя, обвалилися. За останнє десятиліття розкрадачами могил розкопано переважну більшість крипт у підлозі катедри. Відтак порожнечі в підлозі, підземелля, як і сам костел використовуються містянами для викидання сміття.
Костел Святого Йоана Хрестителя був занесена до Державного реєстру національного культурного надбання, охоронний номер 759/0.
23 вересня 2008 року будівлю внесено до переліку пам'яток культурної спадщини, що не підлягають приватизації.
Навесні 2015 року місцевими волонтерами розпочато розчистку костелу від будівельного і побутового сміття.
Станом на 2022 рік, костел й надалі перебуває у плачевному стані — на межі руйнування.

## Опис святині

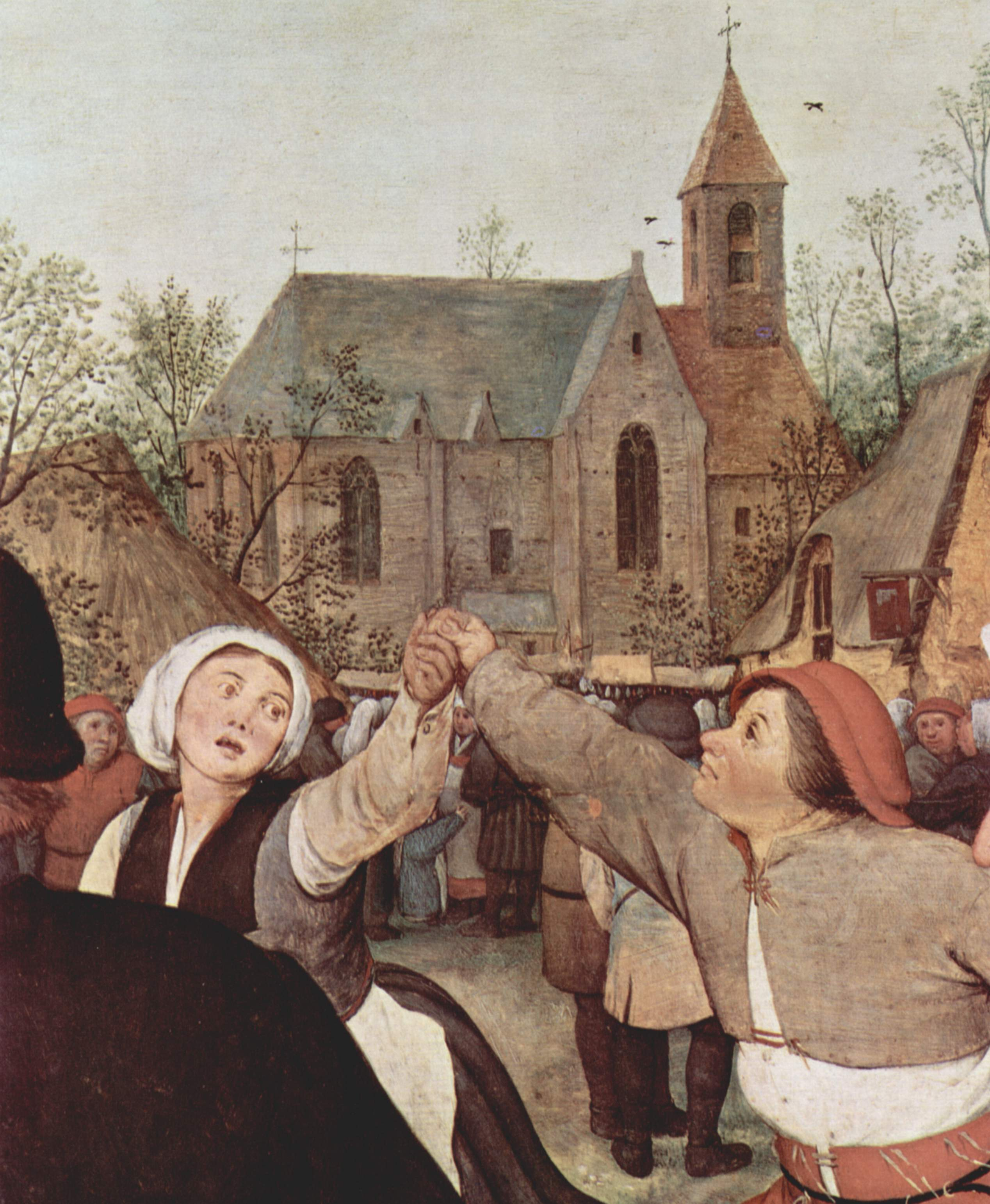
Фраґмент картини Пітера Брейгеля старшого «Селянський танок» (1568). Архітектурні форми фламандської святині близькі до заславської

Просторове вирішення святині ґрунтується на базиліці (розділеній на три поздовжніх нави двома рядами по три стовпи), в обрисах латинського хреста за рахунок трансепту (розташованого ближче до західної частини споруди), п'ятибічної апсиди з нетрадиційними видовженими пропорціями та квадратної у проєкції вежі (прибудованої від заходу), нав'язує до антропоморфних храмів епохи Ренесансу. На початку святині розміщувалися музичні хори, на балконі, що спирався на фігурні кронштейни. У XVIII столітті над вежею зведено шатро з люкарнами, вивершене хрестом. До вівтаря симетрично прибудовані квадратні у плані каплиця (від півдня) і захристя (від півночі), натомість до вежі комунікаційні і господарські приміщення. Внутрішній простір оздоблено за допомогою пілястр, що підтримують арки з ледь наголошеними карнизами. Перекриття склепінчате, хрестове. В захристі — півциліндричне. Стеля першого поверху захристя, як і стеля каплиці, була оздоблена гіпсовою ліпниною, яка за останні роки практично обсипалася. У приміщеннях, що дотикаються вежі — по балках.
Фасад святині однаково скромний, як невибагливе її внутрішнє опорядження. Будівлю по периметру прикрашає антаблемент. Фриз раніше був оздоблений орнаментальним розписом. Крім головного входу різьблений білокам'яний портал прикрашав південний вхід (над порталом містився фундаційний напис з барельєфами гербів засновників), в інтер'єрі, вхід з вівтаря до каплиці. На початку 2000-х років усі портали зникли, окрім головного, частково (без інскрипції) відтвореного у Національному університеті «Острозька академія».
Глибокі, вузькі і видовжені вікна мають гостре завершення. Вікна з трьох східних сторін апсиди було замуровано під час ремонту у XVIII сторіччі. Трансепт трибічний, увінчений з півночі і півдня фронтонами. Місце перетину нав було накрите хрестоподібним дахом.
З начиння костелу в Заславі зберіглося лише невелике розп'яття, врятоване вірянами. До того ж доступні іконографічні матеріали дають недостатньо можливостей для пізнання. Головний вівтар, в якому знаходилася картина видатного представника моденської школи Леліо Орсі (1511—1587) «Хрещення Господнє», належав до доробку Паоло Фонтана, подібний до інших робіт архітектора (пор. напр. головний вівтар костелу оо. Капуцинів у Любартові), які своїм корінням сягають мистецтва Риму. Крім того, у святині можна було оглянути полотно Карло Дольчі (1616—1686) «Христос благословляє дітей».

## Галерея

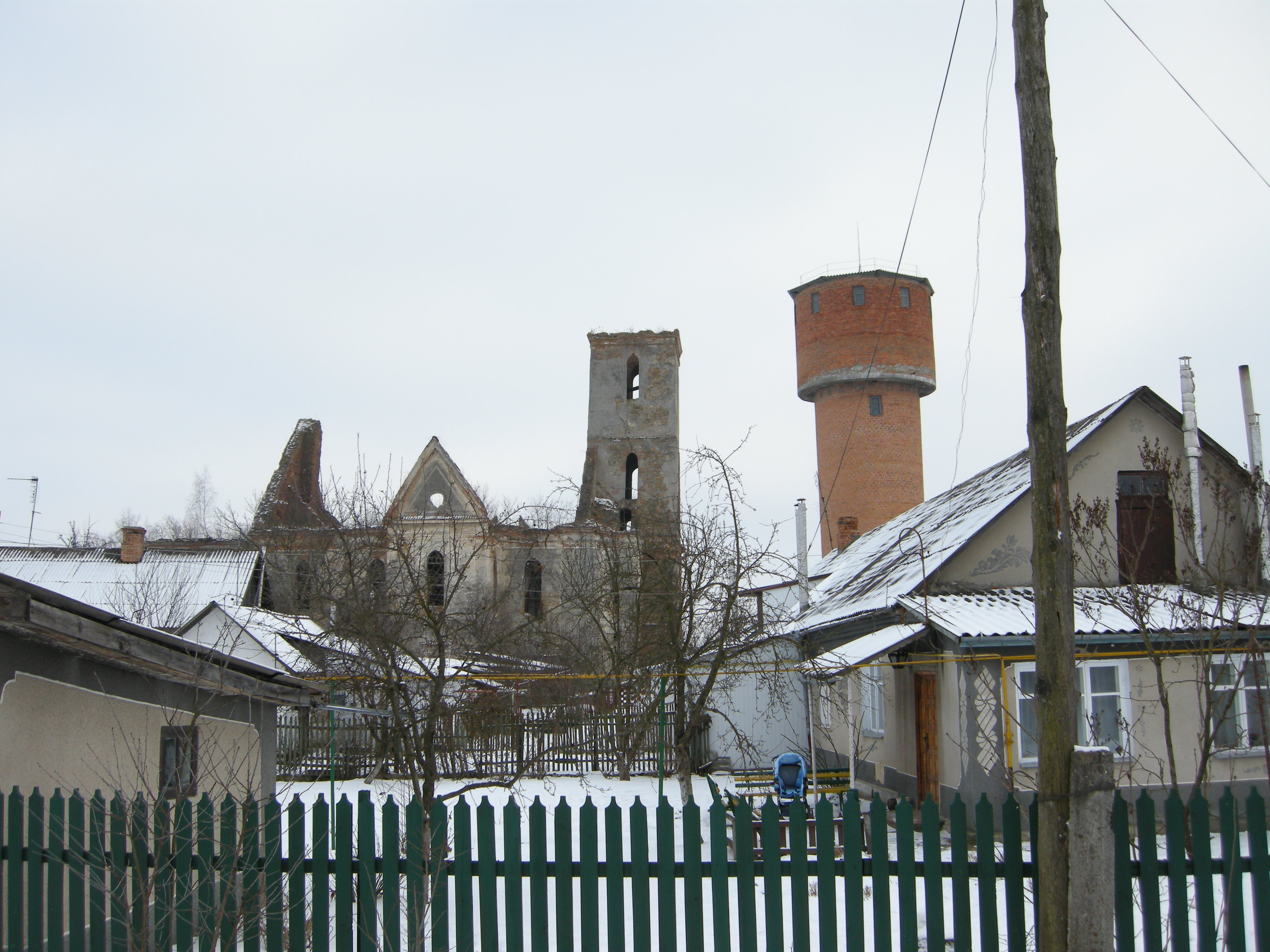
Вид від півночі
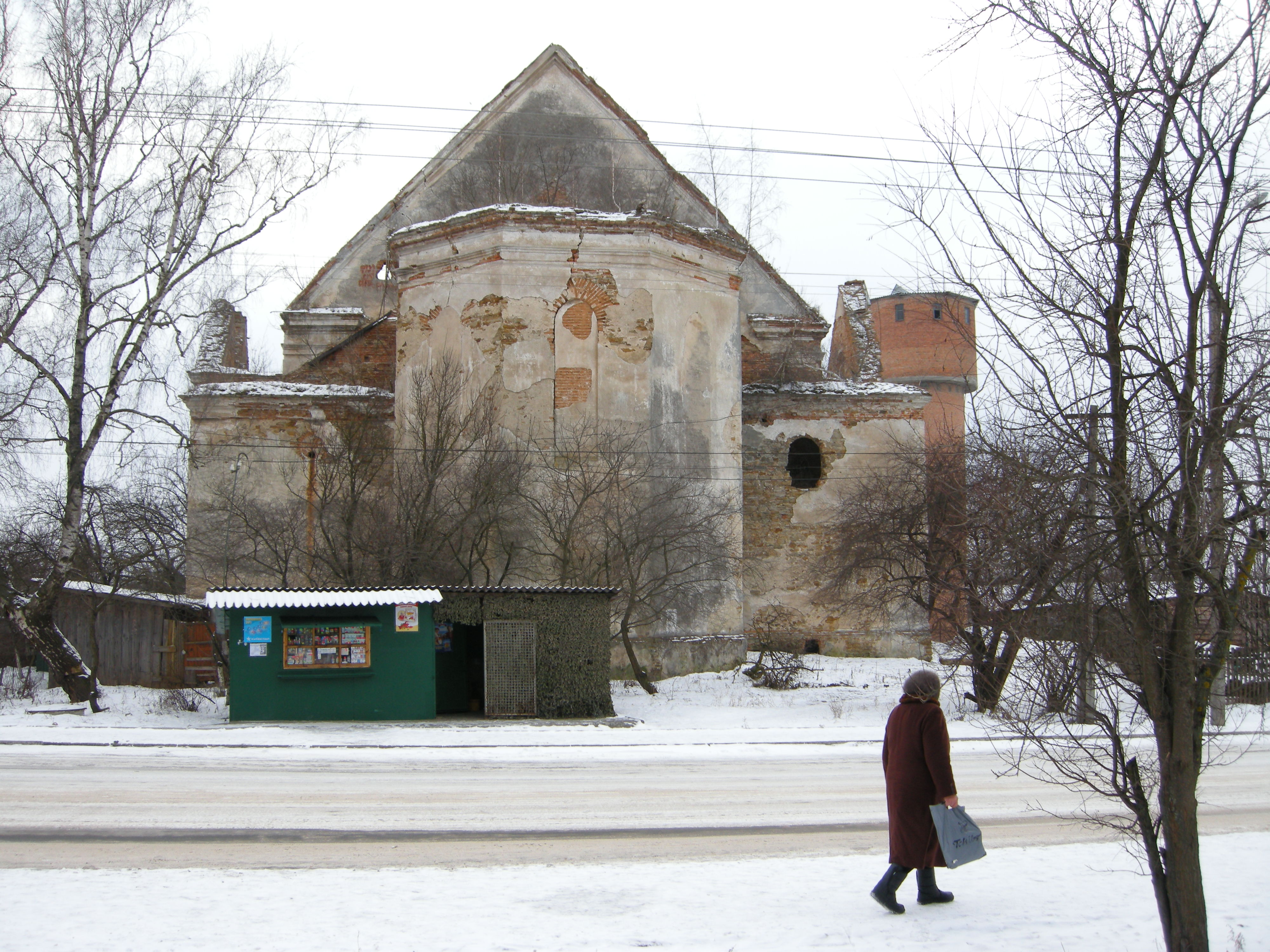
Вид від сходу
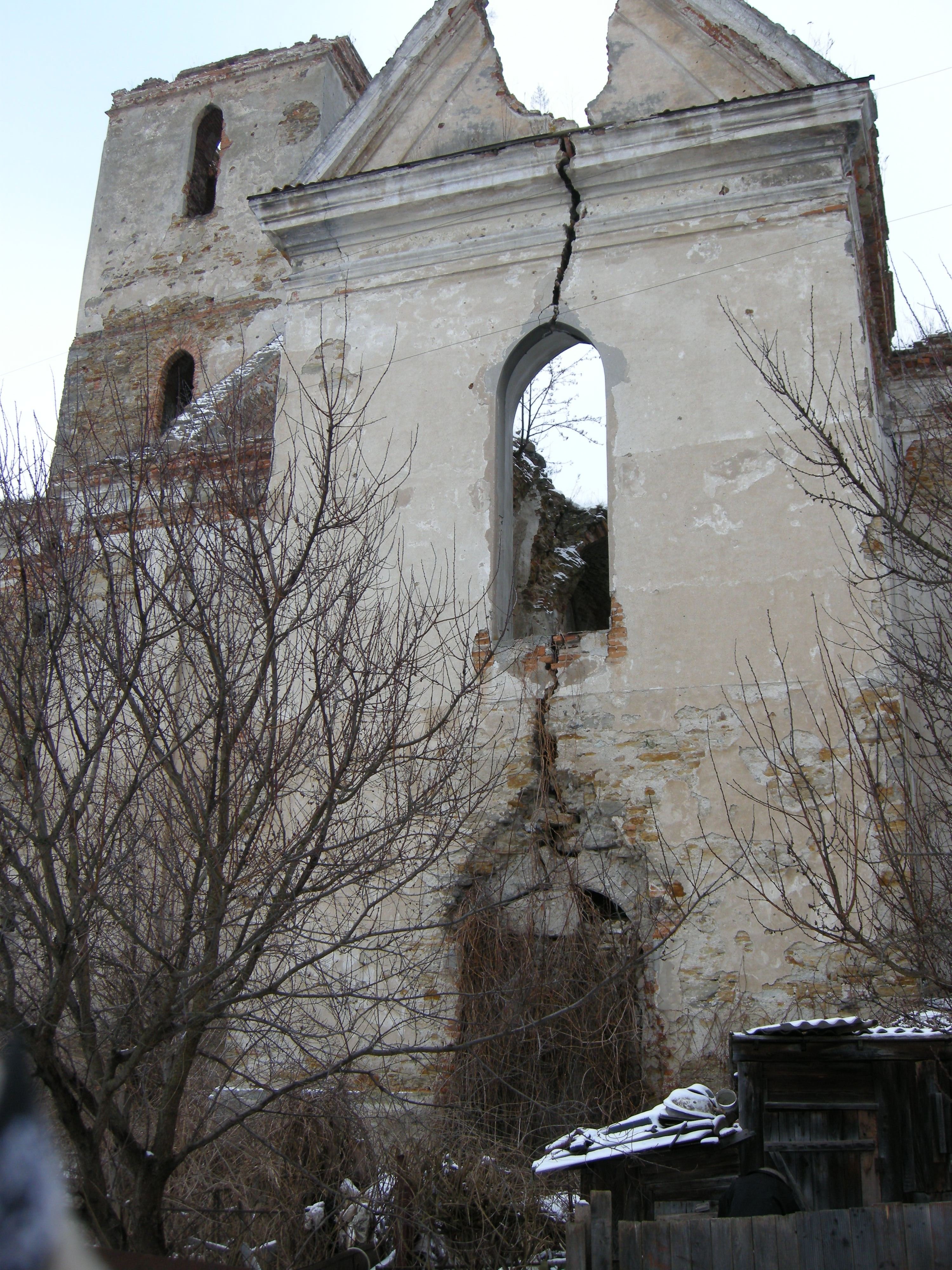
Трансепт від півдня
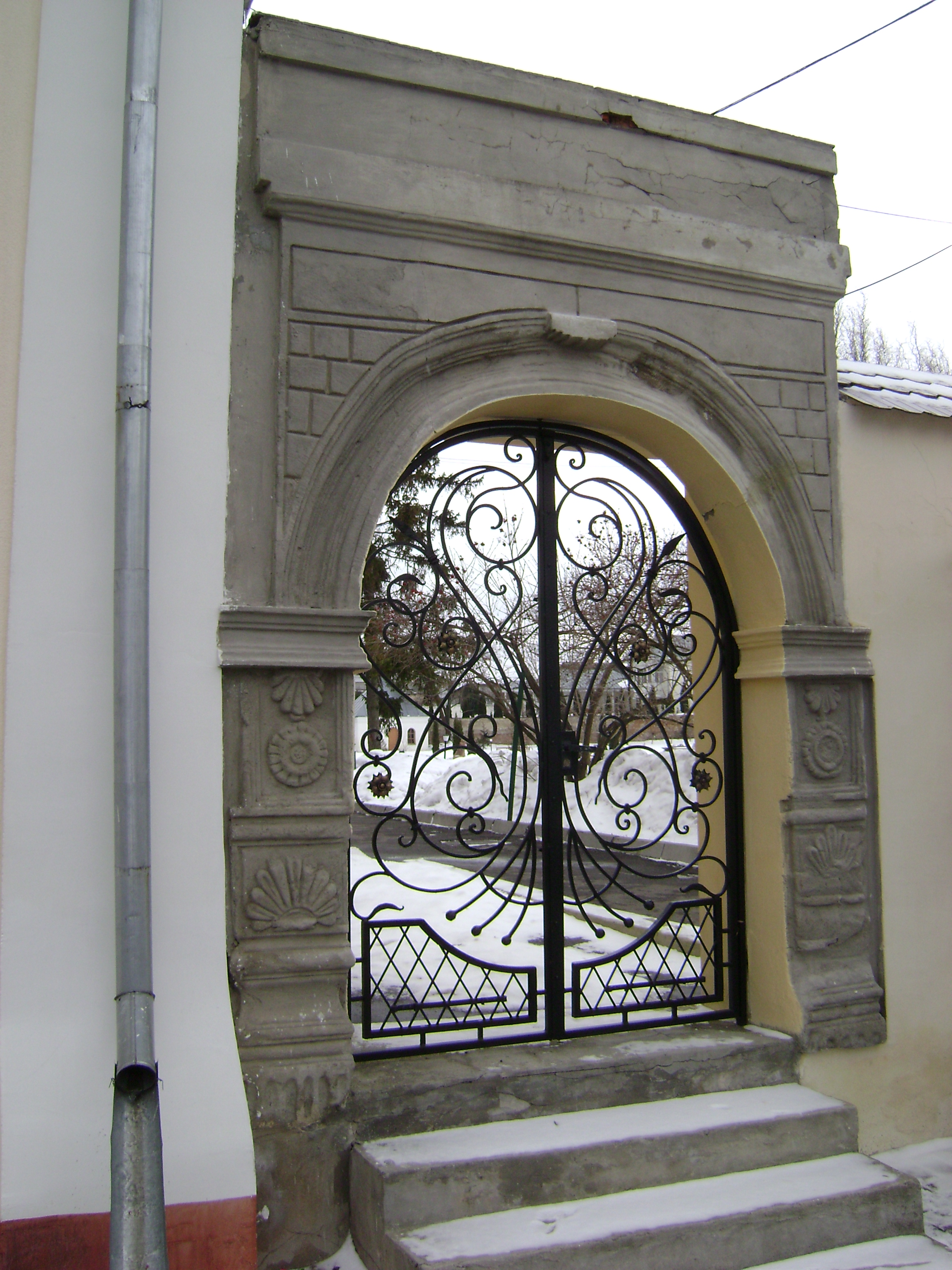
Головний портал/хвіртка до бібліотечного корпусу НА «Острозька академія»
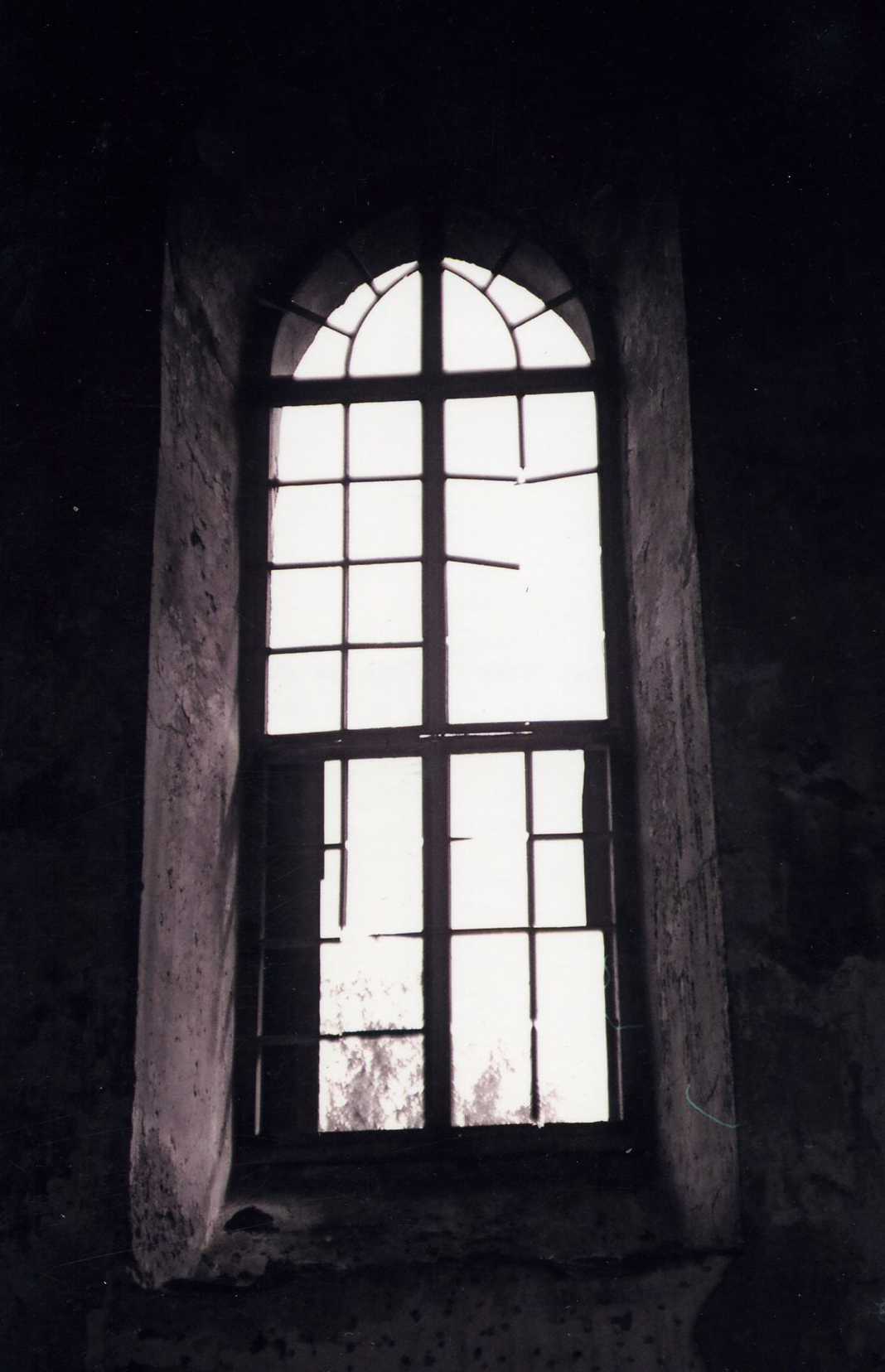
Вікно. Північна нава
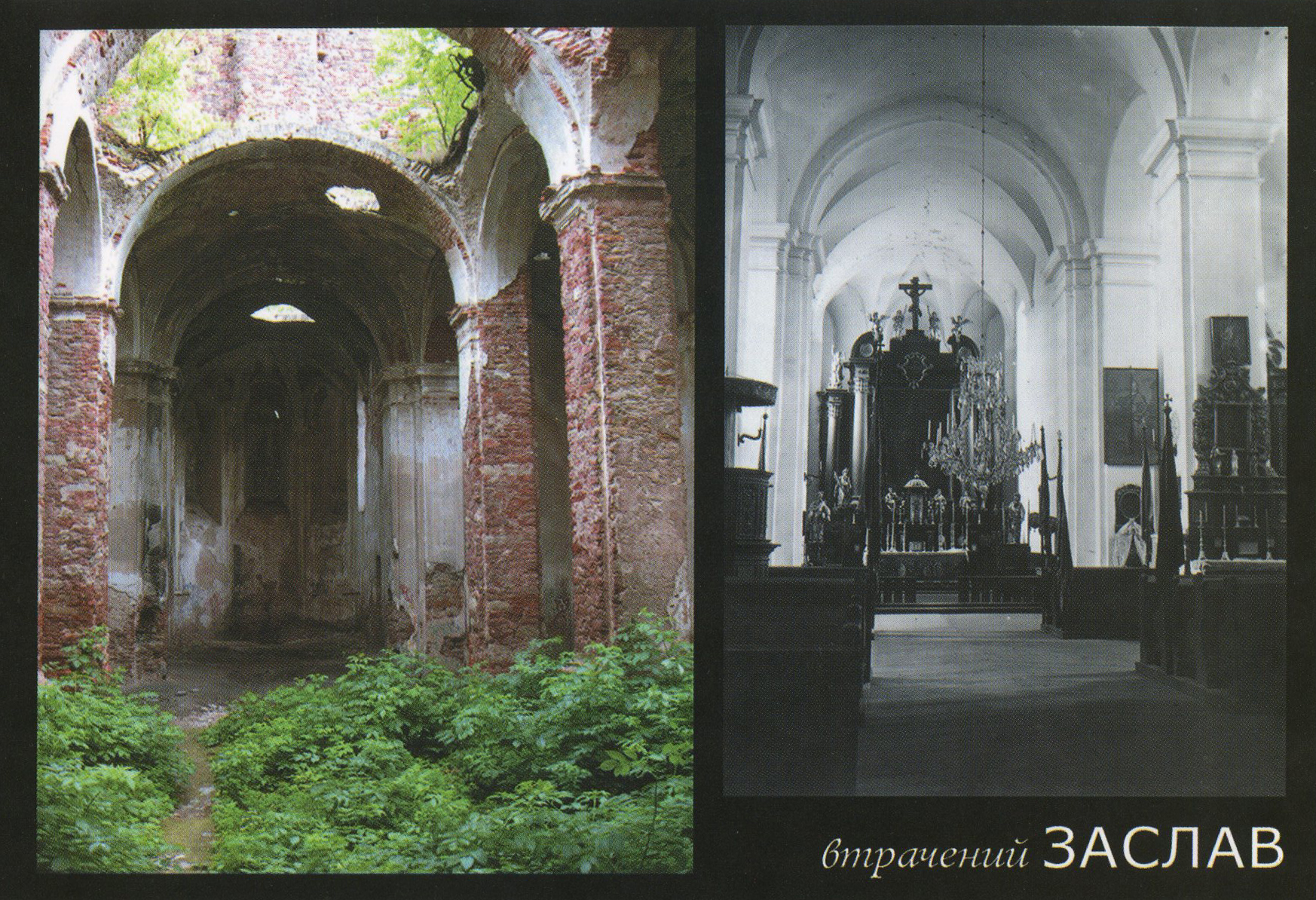
Інтер'єр в напрямку головного вівтаря. Поштівка, 2008
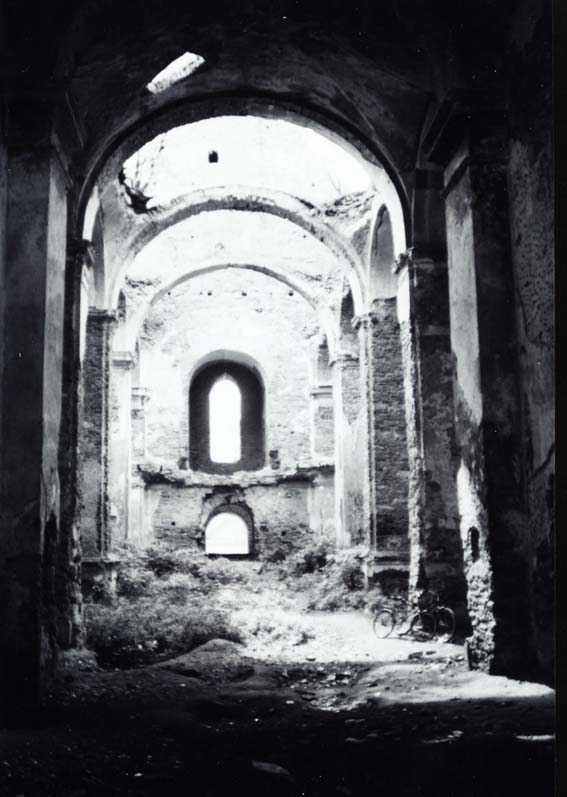
Інтер'єр в західному напрямку. Центральна нава
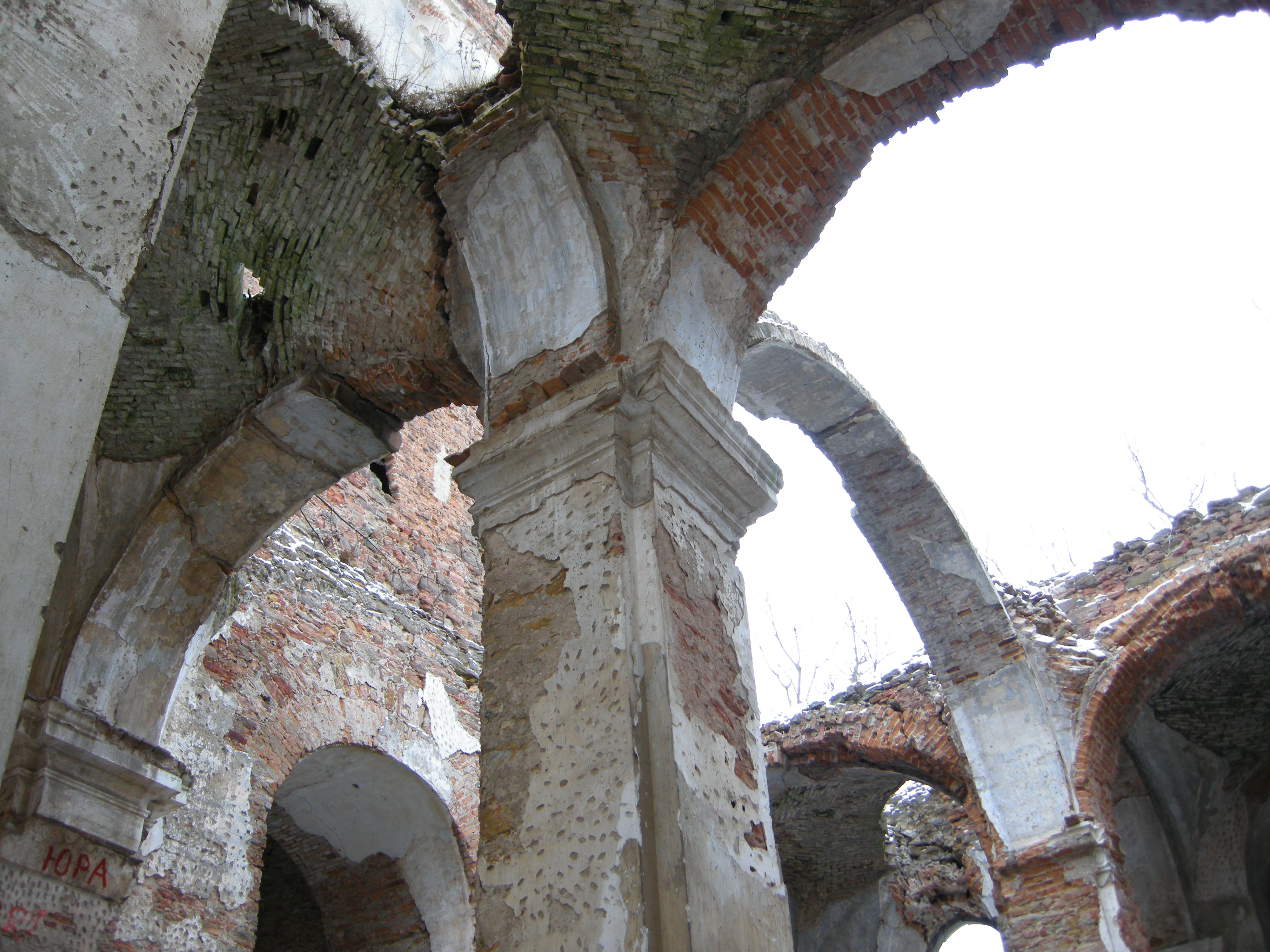
Фраґмент склепіння нави
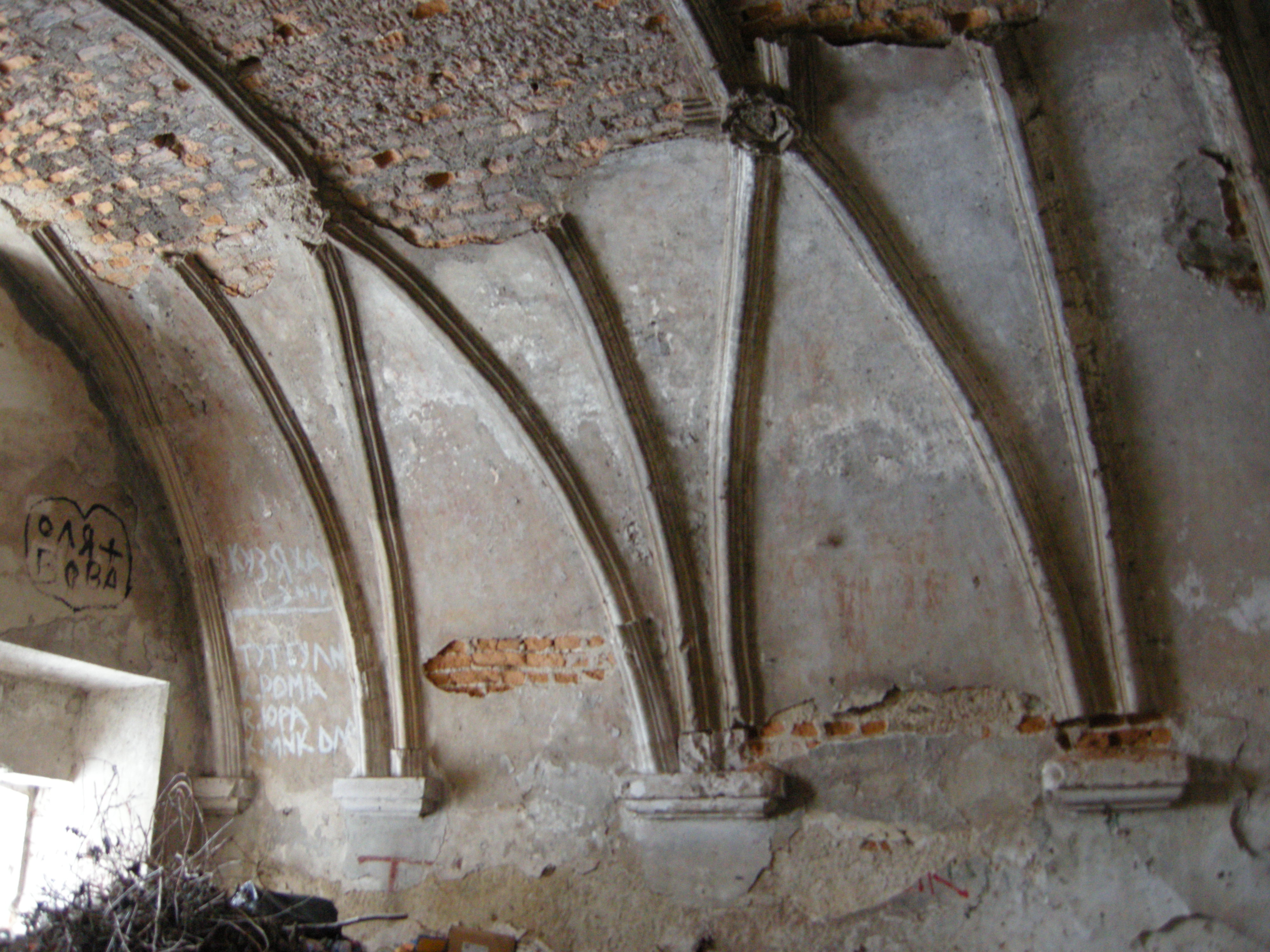
Склепіння захристя
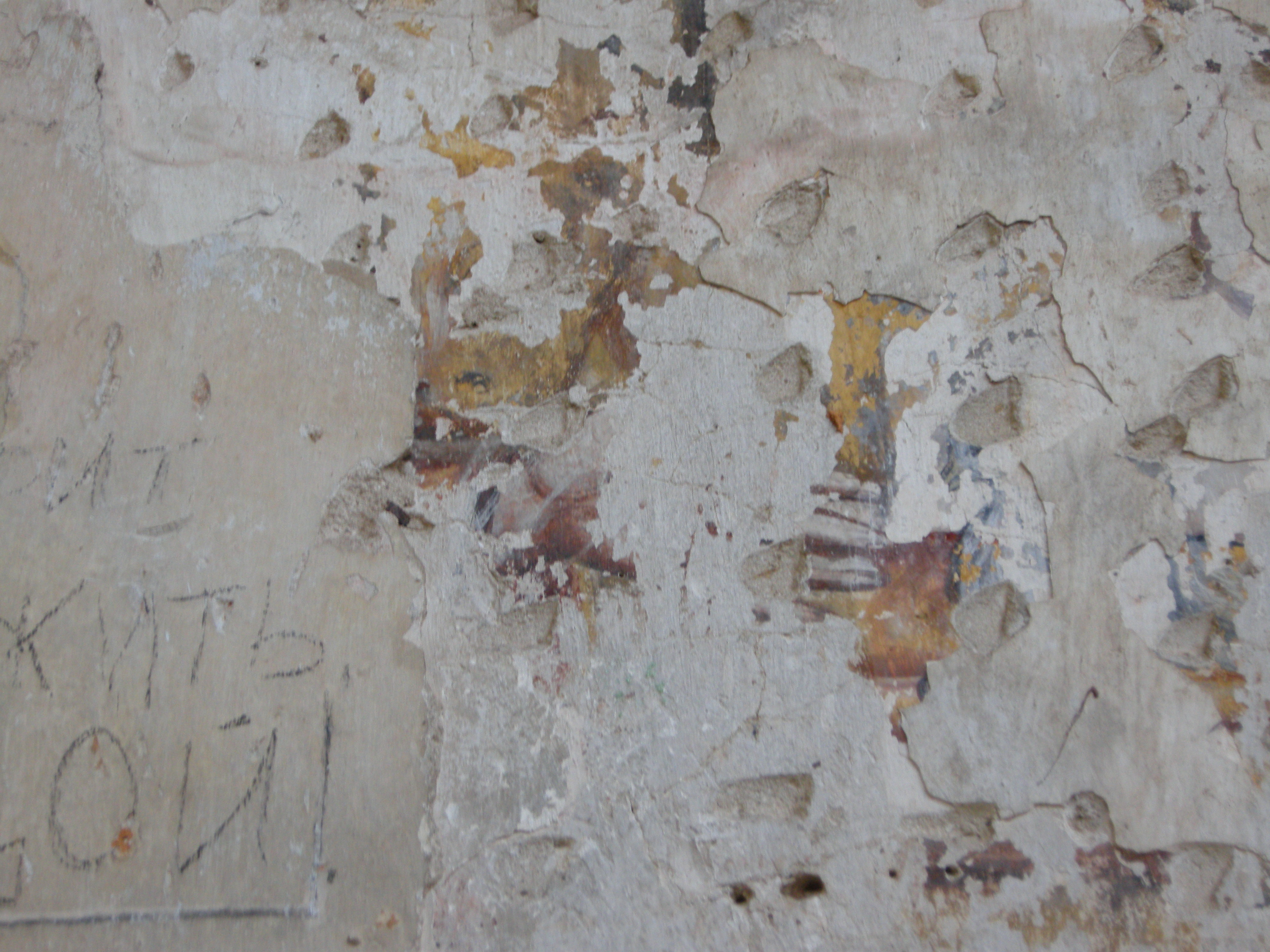
Залишки розпису XVII століття. Рука
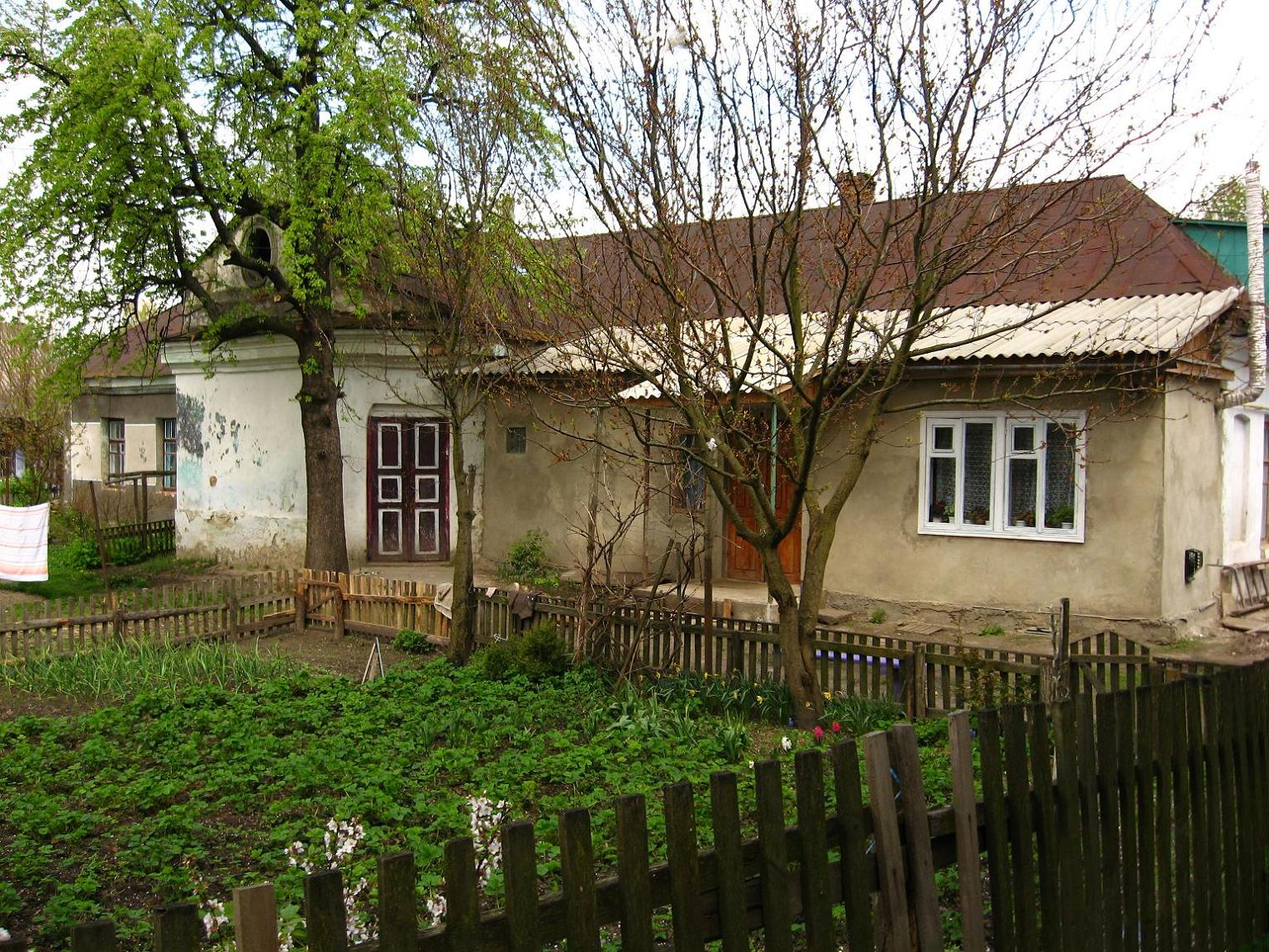
Будинок плебанії від входу
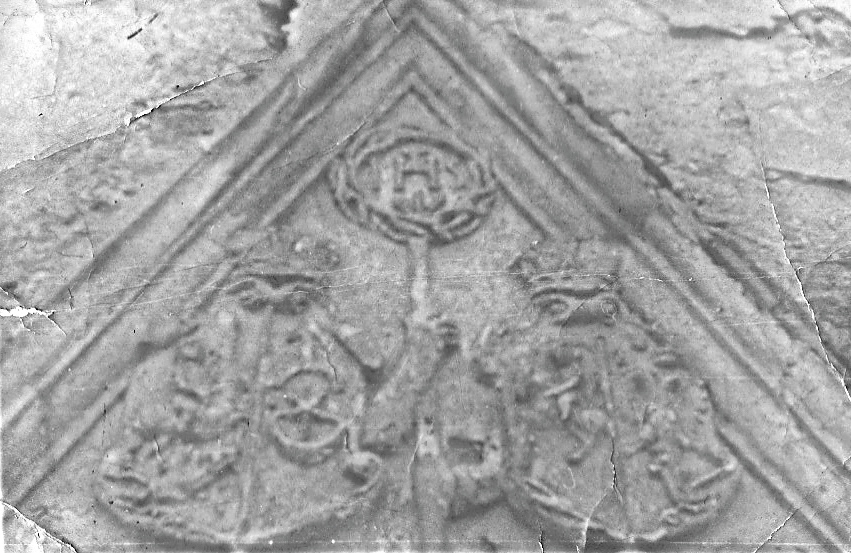
Зниклий рельєф з гербами фундаторів